# Murmelbach (Wupper)
| Zuläufe und Bauwerke \| Murmelbach \| Murmelbach \| Murmelbach \| \| ------------------------ \| ---------- \| ------------- \| \| Legende \| \| \| \| Wuppertal \| \| Wuppertal \| \| \| \| \| \| \| \| \| \| Teich \| \| \| \| Teich \| \| \| \| Teich \| \| \| \| Teich \| \| Vorwerkpark \| \| Teich \| \| \| \| \| \| Linker Zulauf \| \| \| \| \| \| \| \| \| \| Pilgerheim Murmelbachtal \| \| Teich \| \| \| \| \| \| \| \| \| \| Teich \| \| \| \| \| \| \| \| Teich \| \| \| \| \| \| \| \| \| \| \| \| \| \| \| \| \| \| \| \| Landesstraße 217 \| \| \| \| Heckinghauser Zollbrücke \| \| \| \| Wupper \| \| \| |  |               |
| Murmelbach |  |               |
| Legende |  |               |
| Wuppertal |  | Wuppertal     |
| |  |               |
| |  |               |
| Teich |  |               |
| Teich |  |               |
| Teich |  |               |
| Teich |  | Vorwerkpark   |
| Teich |  |               |
| |  | Linker Zulauf |
| |  |               |
| |  |               |
| Pilgerheim Murmelbachtal |  | Teich         |
| |  |               |
| |  |               |
| Teich |  |               |
| |  |               |
| Teich |  |               |
| |  |               |
| |  |               |
| |  |               |
| |  |               |
| Landesstraße 217 |  |               |
| Heckinghauser Zollbrücke |  |               |
| Wupper |  |               |

Der Murmelbach, auch Marper Bach, ist ein Bach in dem Wuppertaler Stadtbezirk Barmen. Er mündet nach 3,6 Kilometer Länge bei der Heckinghauser Zollbrücke in die Wupper.

## Topografie
Der Bach entspringt bei 287 Höhe in der alten Hofschaft Marpe nahe Lichtscheid am Rande des ehemaligen Standortübungsplatzes Scharpenacken. Schon kurz hinter seiner Quelle wird er in einer Kette von Teichen gestaut, von denen einige Teil des Vorwerkparks sind. Er fließt am Rande der Barmer Anlagen durch das Murmelbachtal, gibt dem alten Pilgerheim Murmelbachtal am Fuß des Scharpenacker Bergs seinen Namen und verschwindet kurz darauf in einer Verdolung, in der er den Wuppertaler Stadtteil Heckinghausen durchquert. Bei der Heckinghauser Zollbrücke mündet er, nur noch einmal kurz an die Oberfläche tretend, in die Wupper.

## Geschichte
Der Bach war im Mittelalter Grenze zwischen den Kirchspielen Schwelm und Lüttringhausen. Politisch trennte er das bergische Amt Bornefeld von dem kurkölnischen und ab 1324 märkischen Gerichtsbezirk Schwelm. Nach der Annexion gesamt Barmens durch die bergischen Grafen infolge des bergisch-märkischen Konfliktes (1397 bis nach 1400) verlor der Bach seine langjährige Grenzfunktion, da die Gebiete zu beiden Seiten ab 1407 im bergischen Amt Beyenburg zusammengefasst wurden.
Die Barmer Linie der Bergischen Landwehr überquerte den Murmelbach westlich des Pilgerheims.

## Naturschutz
Von seiner Quelle bis zum letzten Stauteich ist der Bachlauf als Naturschutzgebiet mit einer Fläche von 16 Hektar ausgewiesen. Der Schutz erfolgte
- zur Erhaltung und Entwicklung von Lebensgemeinschaften und Lebensstätten wildwachsender Pflanzen und wildlebender Tierarten
- zur Erhaltung der Teiche und des naturnahen Bachlaufes
- wegen seiner Bedeutung für Amphibien, Wasservögel, Schmetterlinge und Reptilien,
- wegen seiner gut ausgebildeten Pflanzengesellschaften
- wegen des gut ausgebildeten Biotopkomplexes
- wegen des wertvollen Auenwaldes und der wertvollen Bachaue

Gleichzeitig dient er im gleichen Bereich als beliebtes Naherholungsgebiet und ist umsäumt von zahlreichen Wanderwegen. Er verbindet mit den Barmer Anlagen und dem ehemaligen Standortübungsplatz Scharpenacken zwei größere Erholungsgebiete. Der kleinere, ehemals private Vorwerkpark liegt am Oberlauf zwischen den beiden großen Erholungsflächen.